# روبرت هوبر (ملحن)
روبرت هوبر (بالألمانية: Rupert Huber)‏ هو ملحن وعازف بيانو نمساوي، ولد في 1967 في Mödling ‏ في النمسا.

## وصلات خارجية
- روبرت هوبر على موقع ميوزك برينز (الإنجليزية)
- روبرت هوبر على موقع ديسكوغز (الإنجليزية)